# Cascata Scepit
Shepit (Shypot) è una cascata nei Carpazi ucraini, sulle pendici settentrionali della catena montuosa del Polonin Borzhava, ai piedi del monte Gemba ; sito idrologico di importanza locale.

## Geografia
Situato nella gola poco profonda del fiume Pylypets (affluente Repinka, bacino di Tysa), nel distretto di Mizhhir nell'Oblast' della Transcarpazia, a circa 10 km dalla stazione ferroviaria di Volovets, 6 km dal villaggio di Pylypets.
La cascata si è formata nel punto di uscita delle arenarie e delle ghiaie resistenti al Paleogene con sottili strati di scisto. Soprattutto l'alta cascata in primavera, quando nevicano le pendici della Gemba. Qui vengono organizzate speciali escursioni in autobus dalle stazioni termali e dalle pensioni della Transcarpazia e della regione dei Carpazi. Un impianto di risalita si trova a 300 metri dalla cascata (questa è una guida per coloro che vogliono visitare la cascata).

## Festival
Ogni anno, dal 1993, all'inizio di luglio si tiene un festival informale vicino alla cascata, cui partecipano hippy e rappresentanti di varie sottoculture provenienti dall'Ucraina, dalla Bielorussia e da altri paesi. Il culmine dei festeggiamenti è la festa di Ivan Kupala nella notte del 7 luglio con tradizioni e colori locali. Gli eventi di Shepit sono diventati il motivo principale del libro A Little Darkness dello scrittore ucraino Ljubko Dereš.

## Galleria d'immagini

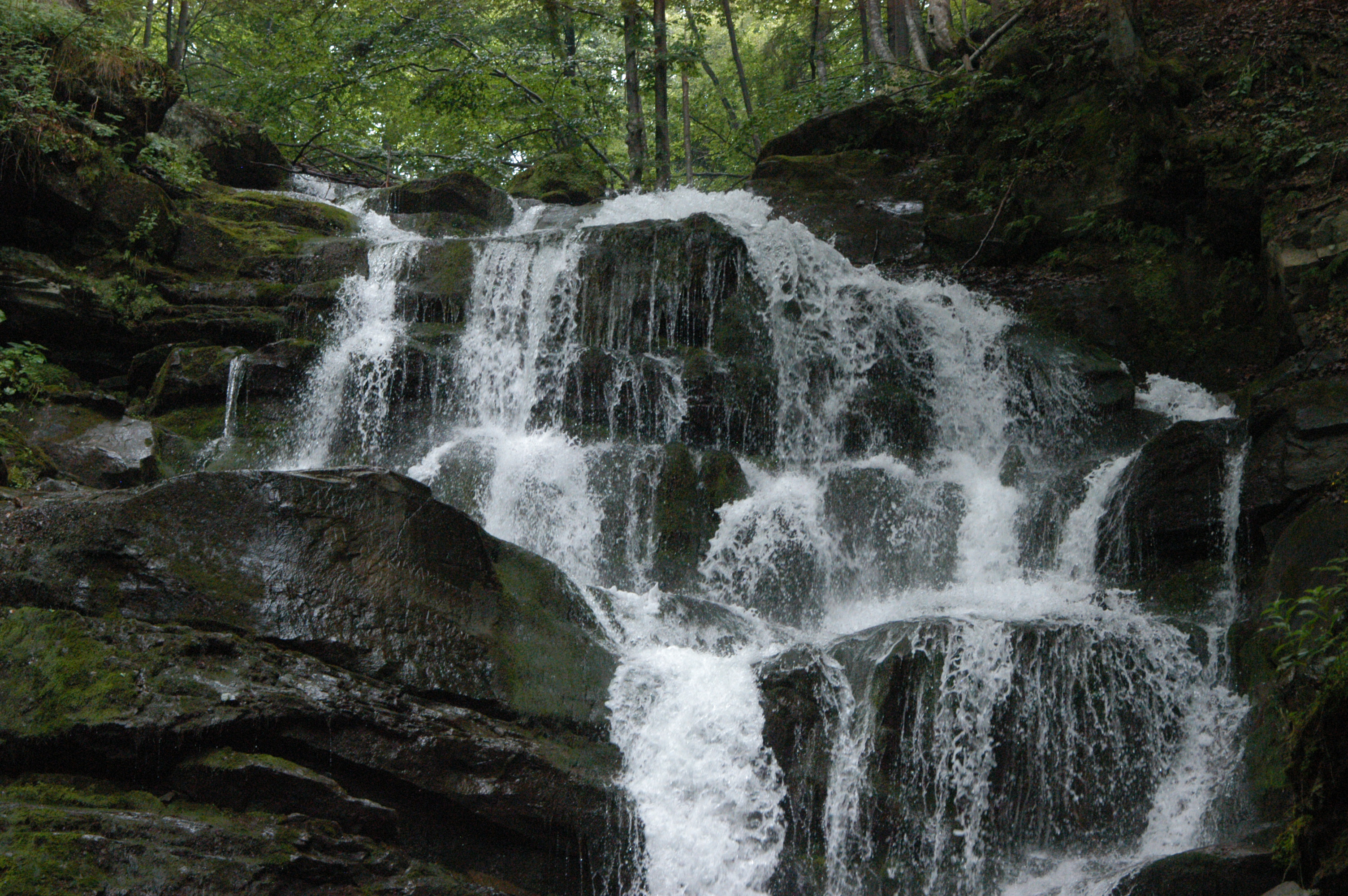
cascata d'estate
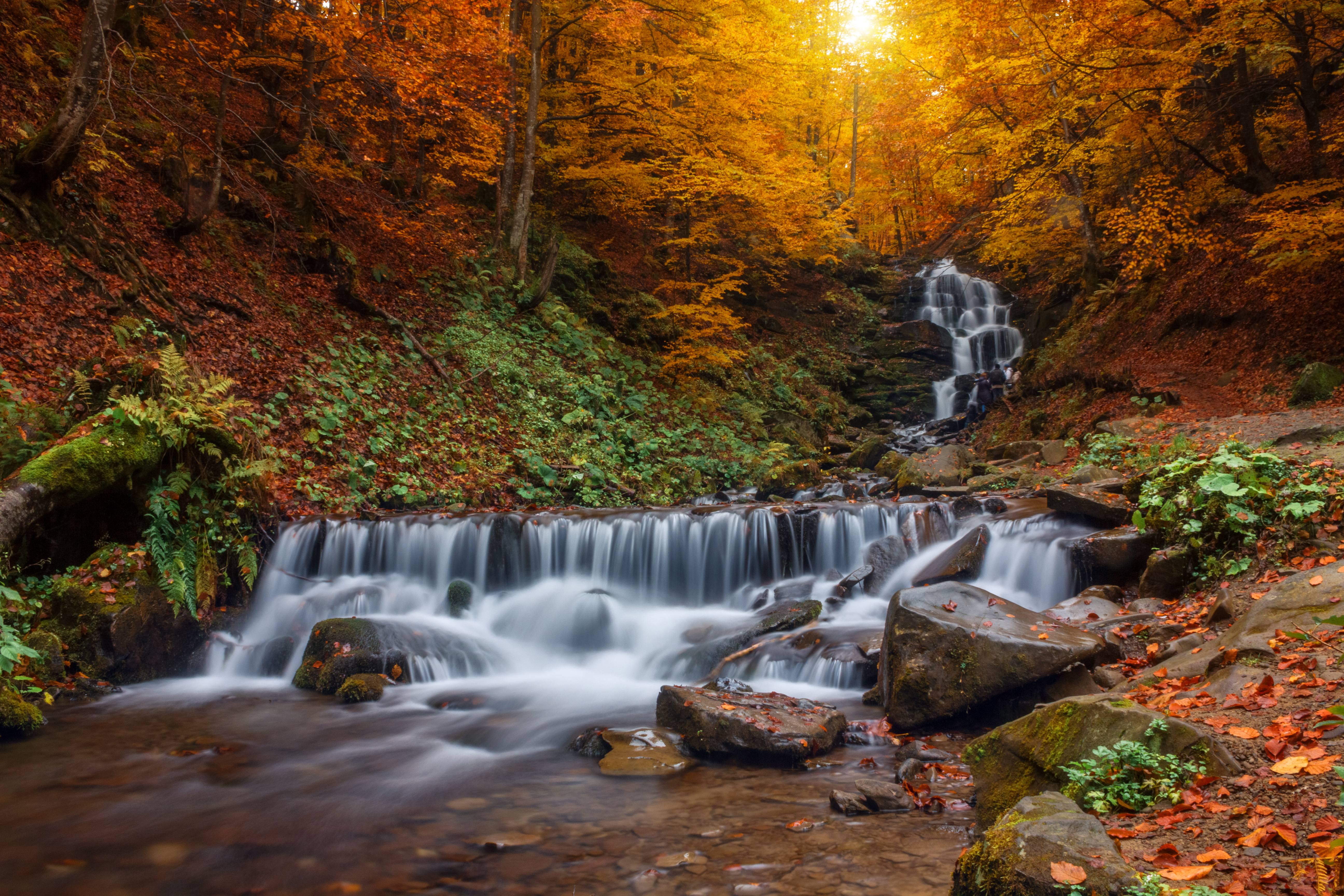
cascata in autunno
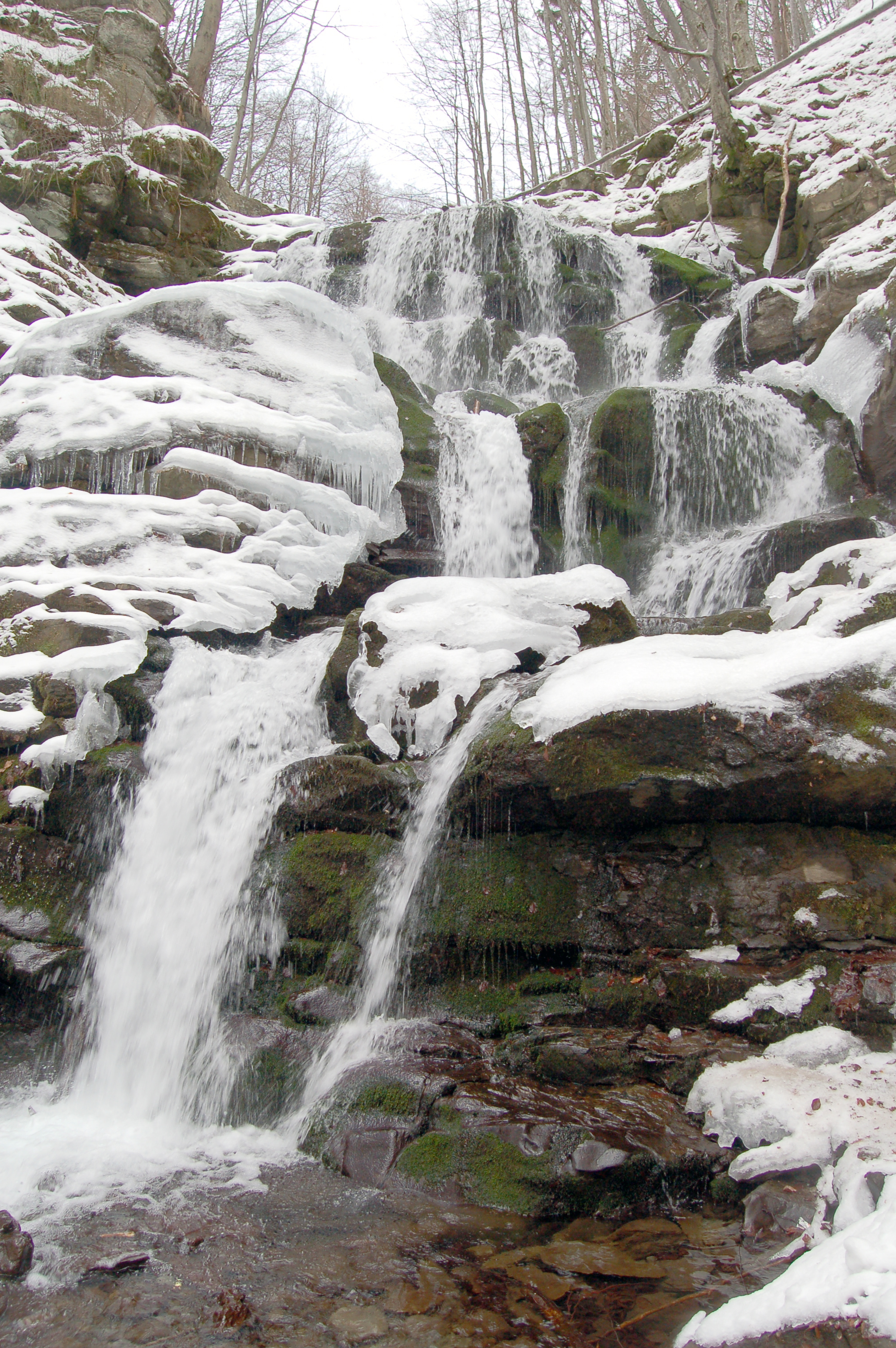
cascata in inverno
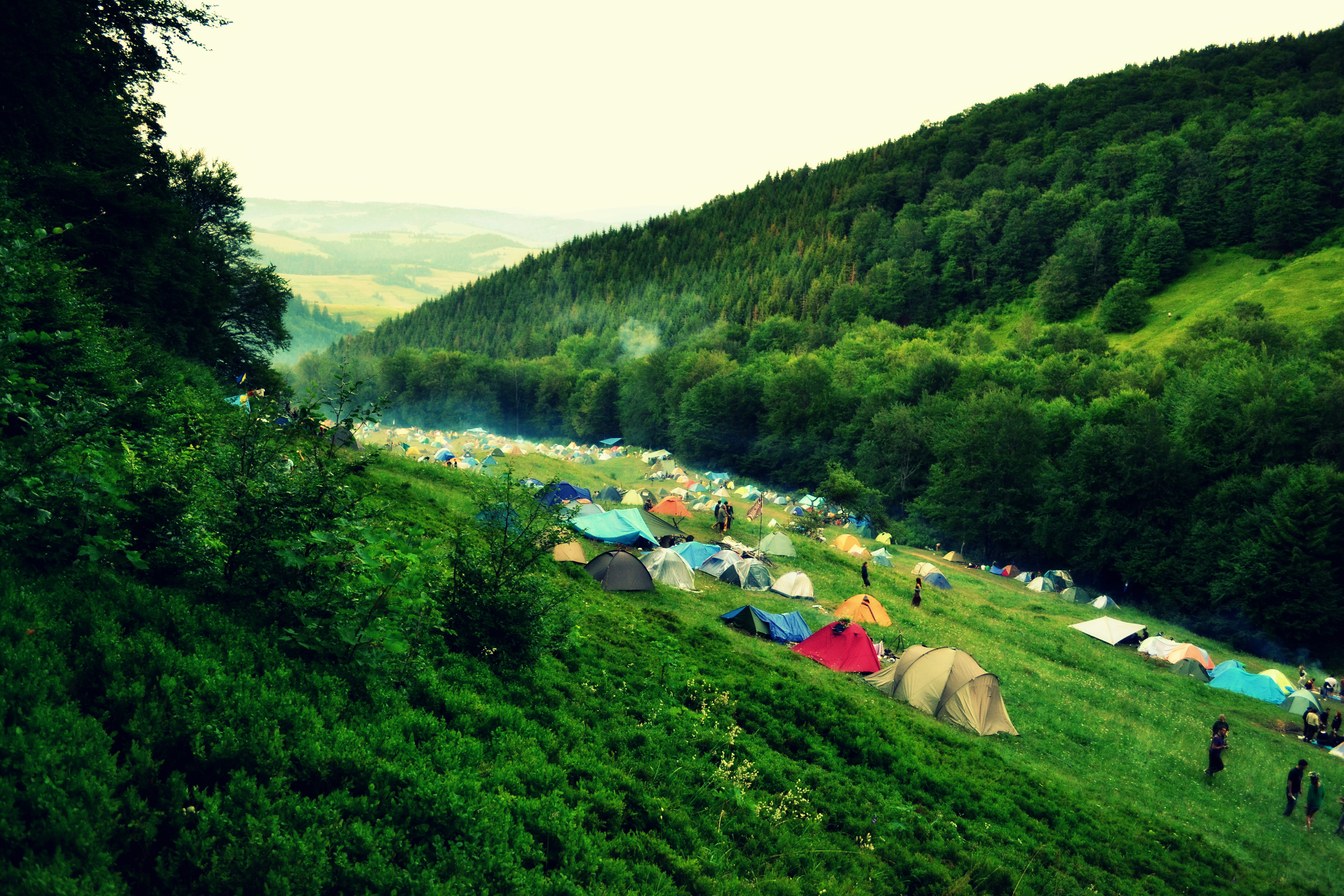
Festival
- video